# 鹿児島県立大島北高等学校
鹿児島県立大島北高等学校（かごしまけんりつ おおしまきたこうとうがっこう）は、鹿児島県奄美市笠利町中金久にある県立高等学校。
奄美大島の北部にあるため、この名がある。地元での略称は「北高」（きたこう）。

## 設置学科
- 普通科
- 情報処理科

## 沿革
- 1949年 - 新学制により、大島郡笠利村立実業高等学校が開校。
- 1952年 - 琉球政府立大島農業高等学校笠利分校となる。
- 1953年 - 奄美群島の日本復帰に伴い鹿児島県立大島農業高等学校笠利分校に改称。
- 1954年 - 大島実業高等学校の開校に伴い大島実業高等学校笠利教場に改称。
- 1964年 - 大島実業高等学校笠利分校に改称。
- 1967年 - 家政科新設、家政科・農業科の2科体制になる。
- 1969年 - 鹿児島県立県立大島北高等学校開校。農業科・家政科の募集を停止、普通科・商業科を設置。
- 1993年 - 商業科を募集停止、情報処理科を新設。